# Fernando Ferreira de Melo
Fernando Ferreira de Melo (Alfenas, 6 de janeiro de 1914 — 6 de novembro de 1957) foi um advogado e político brasileiro.
Filho de Donato Ferreira de Melo e de Teolinda Coutinho Ferreira de Melo. Casou com Alcina Gallotti Ferreira de Melo.
Bacharel em direito pela Faculdade de Direito do Rio de Janeiro (1940).
Foi deputado à Assembleia Legislativa de Santa Catarina na 1ª legislatura (1947 — 1951).